# INTO1
INTO1 là nhóm nhạc thần tượng nam Trung Quốc được thành lập vào ngày 24 tháng 4 năm 2021 và do công ty Wajijiwa Entertainment quản lý thông qua chương trình Sáng tạo doanh 2021 của Tencent Video. Nhóm gồm 11 thành viên được nhiều khán giả bình chọn nhất trong số 90 thực tập sinh đến từ nhiều công ty giải trí khác nhau bao gồm: Lưu Vũ, Santa, Rikimaru, Mika, Nine, Lâm Mặc, Bá Viễn, Trương Gia Nguyên, Patrick, Châu Kha Vũ, Lưu Chương.

## Tên gọi
"INT" đại diện cho "international" (quốc tế) và "internet"; vì những thanh thiếu niên này được sinh ra trong thời đại Internet, và họ có thể thúc đẩy sự giao lưu đa văn hóa giữa Trung Quốc và nước ngoài. Mà "O" là tượng trưng cho Trái Đất, nghĩa là sự dung hợp, hội nhập của các thiếu niên và "1" có nghĩa là nỗ lực chung của 11 thanh thiếu niên, để ước mơ hợp nhất thành một tổng thể, và không ngừng vượt lên chính mình để trở thành Số 1.
Tên gọi người hâm mộ của INTO1 là "INsider". “INsider” mang ý nghĩa “những người luôn đồng hành, sát cánh cùng INTO1, đồng thời, “sider” cũng là nguồn gốc liên quan đến những vì sao.” Màu tiếp ứng chính thức cho cả nhóm là Tử Diệu Lam, được kết hợp giữa ba mã màu (#ffffff  ) (#5eb5c9  ) (#9898c9  ) . Slogan chính thức dành cho nhóm: “穿越世界一起看，无畏航行 INTO1” (tạm dịch: “Cùng nhau du hành ngắm nhìn thế giới, INTO1 không sợ hãi vững tay chèo.”).

## Sự nghiệp

### Trước khi ra mắt
- Lưu Vũ là một hot Douyin và nghệ nhân múa cổ phong.
- Santa, Rikimaru là thành viên nhóm WARPs Up.
- Mika là trưởng nhóm Intersection.
- Nine là một diễn viên tại Thái Lan và là cựu thành viên của nhóm nhạc dự án OXQ.
- Lâm Mặc là cựu thành viên nhóm TF Gia Tộc và Câu lạc bộ Âm nhạc Dịch An.
- Bá Viễn là phó trưởng nhóm Zero-G.
- Trương Gia Nguyên là thành viên ban nhạc Hệ Ngân Hà.
- Patrick là một diễn viên tại Thái Lan.
- Châu Kha Vũ là thành viên của BEST.
- AK Lưu Chương là rapper.

Ngày 17 tháng 2 năm 2021, các thành viên tham gia chương trình giải trí tuyển chọn nhóm nhạc nam quốc tế Sáng tạo doanh 2021 do Tencent Video sản xuất. Chương trình này tập hợp 90 nam thí sinh từ nhiều quốc gia và công ty quản lý khác nhau. Vào đêm chung kết ngày 24 tháng 4, top 11 chung cuộc bao gồm Lưu Vũ, Santa, Rikimaru, Mika, Nine, Lâm Mặc, Bá Viễn, Trương Gia Nguyên, Patrick, Châu Kha Vũ, Lưu Chương đã thành công trở thành thành viên của nhóm nhạc INTO1. Center của nhóm là Lưu Vũ với 25,959,880 phiếu vote. Leader do các thành viên trong nhóm chọn, quyết định Trưởng nhóm là Lưu Vũ, Phó nhóm là Bá Viễn.

### Năm 2021: Ra mắt, đĩa mở rộng đầu tay
Ngày 21 tháng 5 năm 2021, INTO1 có sân khấu đầu tiên sau khi thành lập tại Vi Á Carnival (Hàng Châu). Tuy nhiên buổi biểu diễn thiếu đi thành viên Rikimaru do chấn thương tái phát. Nhóm biểu diễn 2 bài là Dáng Hình Thiếu Niên và INTO1.
Ngày 27 tháng 5 năm 2021, nhóm tới thăm trụ sở của Sina và livestream tại đây. Cùng ngày, nhóm tham gia livestream của Tencent Video.
Ngày 28 tháng 5 năm 2021, nhóm các thành viên ngoại quốc của INTO1 gồm Santa, Rikimaru, Mika, Nine Cao Khanh Trần và Patrick Doãn Hạo Vũ trở thành nhân viên trải nghiệm, phát hành ca khúc "Tiếng Vọng Thục Cổ" nhằm quảng bá văn hoá Tam Tinh Đôi của Tứ Xuyên tới bạn bè quốc tế.
Ngày 2 tháng 6 năm 2021, 3 thành viên Lâm Mặc, Bá Viễn, Trương Gia Nguyên tham gia trình diễn ca khúc Burning Youth (燃烧吧青春) - bài hát chủ đề cho bộ phim tài liệu "Tân Binh mời vào hàng ngũ" của CCTV.
Ngày 16 tháng 7 năm 2021, EP thành đoàn đầu tay của nhóm là "Phong bạo nhãn" chính thức được mở bán. Cùng ngày, nhóm tổ chức họp báo giới thiệu EP tại Bắc Kinh. Bài hát "INTO THE FIRE" được ra mắt nhằm quảng bá cho thế vận hội Olympic Tokyo 2020, nhóm bắt đầu hoạt động với tư cách là "Đại sứ quảng bá Olympic Tokyo". Một số thành viên của INTO1 bao gồm Lưu Vũ, Lâm Mặc, Bá Viễn, Trương Gia Nguyên đã tham gia livestream một số ngày trong thời gian diễn ra thế vận hội.
Đồng thời, nhóm cũng sẽ tham gia vào Quỹ Bảo tồn Di tích Văn hóa Trung Quốc với tư cách là "Đại sứ bảo vệ Vạn Lý Trường Thành".
Ngày 2 tháng 8 năm 2021, INTO1 đã có buổi livestream kỷ niệm 100 ngày thành lập nhóm.
Ngày 23 tháng 8 năm 2021, Weibo chính thức của INTO1 thông báo thành viên Rikimaru tạm dừng hoạt động cùng với nhóm và trở về Nhật Bản để điều trị chấn thương.
Ngày 22-23/4/2023, concert Tốt nghiệp được tổ chức tại Thượng Hải. Ngày 24/4/2023, INTO1 chính thức tan rã.

## Thành viên
| Tên thật                  | Nghệ danh         | Nghệ danh   | Nghệ danh | Ngày sinh         | Nơi sinh    | Quốc tịch  | Công ty quản lý    | Thứ hạng | Vị trí             |
| Tên thật                  | Thường gọi        | Tiếng Trung | Tiếng Anh | Ngày sinh         | Nơi sinh    | Quốc tịch  | Công ty quản lý    | Thứ hạng | Vị trí             |
| Lưu Vũ                    | Lưu Vũ            | 刘宇        | —         | 24 tháng 8, 2000  | An Huy      | Trung Quốc | Biubiu Culture     | 1        | Center/Trưởng nhóm |
| Uno Santa                 | Santa             | 赞多        | —         | 11 tháng 3, 1998  | Aichi       | Nhật Bản   | Avex               | 2        |                    |
| Chikada Rikimaru          | Rikimaru          | 力丸        | —         | 2 tháng 11, 1993  | Hyōgo       | Nhật Bản   | Avex               | 3        |                    |
| Hashizume Mika            | Mika              | 米卡        | —         | 21 tháng 12, 1998 | Hawaii      | Hoa Kỳ     | Avex               | 4        |                    |
| Kornchid Boonsathitpakdee | Cao Khanh Trần    | 高卿尘      | Nine      | 11 tháng 7, 1999  | Băng Cốc    | Thái Lan   | Giải trí Insight   | 5        |                    |
| Hoàng Kỳ Lâm              | Lâm Mặc           | 林墨/黄其淋 | Hizi      | 6 tháng 1, 2002   | Trùng Khánh | Trung Quốc | Nguyên Tế Họa      | 6        |                    |
| Thang Hạo                 | Bá Viễn           | 伯远        | Xevier    | 11 tháng 2, 1993  | Quý Châu    | Trung Quốc | Bạch Sắc Hệ        | 7        | Anh cả/Phó nhóm    |
| Trương Gia Nguyên         | Trương Gia Nguyên | 张嘉元      | —         | 8 tháng 1, 2003   | Liêu Ninh   | Trung Quốc | Wajijiwa           | 8        |                    |
| Nattawat Finkler          | Doãn Hạo Vũ       | 尹浩宇      | Patrick   | 20 tháng 10, 2003 | Đức         | Thái Lan   | Giải trí Insight   | 9        | Em út              |
| Daniel Zhou               | Châu Kha Vũ       | 周柯宇      | Daniel    | 17 tháng 5, 2002  | Hoa Kỳ      | Hoa Kỳ     | Gia Hành Tân Duyệt | 10       |                    |
| Lưu Chương                | Lưu Chương        | 刘彰        | Akira     | 18 tháng 12, 1999 | Quảng Đông  | Trung Quốc | W8VES              | 11       |                    |

## Danh sách bài hát

### EP
| Năm  | Thời gian  | Album               | Bài hát                               | Tên Khác                                                              | MV / Dance Video | Chú thích                                     |
| 2021 | 13/03/2021 | EP - Phong Bạo Nhãn | 我们一起闯 (bản tiếng Trung)          |                                                                       |                  | Bài hát chủ đề Sáng tạo doanh 2021            |
| 2021 | 13/03/2021 | EP - Phong Bạo Nhãn | Chuang to-gather, go! (bản tiếng Anh) |                                                                       |                  | Bài hát chủ đề Sáng tạo doanh 2021            |
| 2021 | 24/04/2021 | EP - Phong Bạo Nhãn | INTO1                                 |                                                                       |                  | Bài hát debut                                 |
| 2021 | 17/07/2021 | EP - Phong Bạo Nhãn | INTO THE FIRE                         |                                                                       | ★                | Quảng bá Olympic Tokyo 2020 cho Tencent Sport |
| 2021 | 10/08/2021 | EP - Phong Bạo Nhãn | Phong Bạo Nhãn                        | Tên tiếng Anh: The Storm Center Tên tiếng Trung: 风暴眼               | ★                | Bài chủ đề EP                                 |
| 2021 | 17/08/2021 | EP - Phong Bạo Nhãn | Wonderland Party                      |                                                                       |                  |                                               |
| 2021 | 17/12/2021 | EP - Vạn lý         | Điểm Tinh                             | Tên tiếng Anh: Hit The Punchline Tên tiếng Trung: 点睛                | ★                | Bài hát Quảng Đông                            |
| 2021 | 24/12/2021 | EP - Vạn lý         | Gió Thổi Cát Thành Biển               | Tên tiếng Anh: The Ocean Of Dunes Tên tiếng Trung: 风吹沙成海         | ★                | Bài hát Ninh Hạ                               |
| 2021 | 31/12/2021 | EP - Vạn lý         | Sáng mai ở chỗ cũ, xuất phát          | Tên tiếng Anh: See You Tên Tiếng Trung: 明早老地方，出发              | ★                | Bài Hát Trùng Khánh                           |
| 2022 | 07/01/2022 | EP - Vạn lý         | Vạn Lý                                | Tên tiếng Anh: Go Further Tên Tiếng Trung: 万里                       | ★                | Bài chủ đề EP                                 |
| 2022 | 24/04/2022 | EP - Chí xung thiên | Một chiếc cốc lửa                     | Tên tiếng Anh: Together Somewhere Tên Tiếng Trung: 一杯火焰           |                  | Bài kỷ niệm 1 năm thành đoàn                  |
| 2022 | 24/04/2022 | EP - Chí xung thiên | Together Somewhere (Bản tiếng Anh)    |                                                                       |                  | Bài kỷ niệm 1 năm thành đoàn                  |
| 2022 | 12/07/2022 | EP - Chí xung thiên | Sinh ra để bay                        | Tên tiếng Anh: Born to Fly Tên Tiếng Trung: 天生就要飞                | ★                | Bài chủ đề EP                                 |
| 2022 | 26/07/2022 | EP - Chí xung thiên | Không có bữa trưa nào miễn phí        | Tên tiếng Anh: There is no free lunch Tên Tiếng Trung: 天上不会掉馅饼 | ★                |                                               |
| 2022 | 03/08/2022 | EP - Chí xung thiên | Một bước đi một bài thơ một giấc mộng | Tên tiếng Anh: Poems On The Journey Tên Tiếng Trung: 一步一诗一梦     |                  |                                               |
| 2022 | 11/08/2022 | EP - Chí xung thiên | Khiêu vũ dưới ánh trăng               | Tên Tiếng Anh: Dancing On The Moon Tên Tiếng Trung: 跳支夜的舞        | ★                |                                               |

### Nhạc phim
| Năm  | Thời Gian  | Bài Hát                      | Thành viên | chú thích                                                    |
| 2021 | 29/07/2021 | Rơi vào tình yêu《陷入爱情》 | Mika       | OST "Em là niềm kiêu hãnh của anh"/ Hát cùng Hy Lâm Na Y Cao |
| 2022 | 02/08/2022 | Thiếu niên vượt qua giới hạn | Bá Viễn    | OST "Donghua Siêu Thần Linh Chủ"                             |
| 2022 | 16/08/2022 | Lời Thì Thầm của Cầu Vồng    | Bá Viễn    | OST "Chúng tôi đuổi theo cầu vồng"                           |

### Dự án Cover/ Đĩa đơn Cover
| Năm  | Thời Gian  | Bài Hát                                   | Thành viên          | chú thích                                                                                               |
| 2021 | 30/11/2021 | Kiêu Ngạo là thế đó                       | Bá Viễn             | Dự án cover âm nhạc của TME                                                                             |
| 2021 | 16/12/2021 | Thực ra em không hiểu lòng tôi            | Lâm Mặc             | Dự án cover âm nhạc của TME                                                                             |
| 2021 | 26/12/2021 | Wait for a sunny day《等一个晴天》        | Nine Cao Khanh Trần | Dự án cover âm nhạc của TME                                                                             |
| 2022 | 05/01/2022 | Beautiful                                 | Mika                | Dự án cover âm nhạc của TME                                                                             |
| 2022 | 31/03/2022 | Trust Me                                  | Mika                | Dự án cover âm nhạc của TME                                                                             |
| 2022 | 10/05/2022 | Cơn Gió Mùa Hạ                            | Lưu Vũ              | Dự án cover âm nhạc của TME                                                                             |
| 2022 | 17/05/2022 | Take me to Your Heart                     | Mika                | Dự án cover âm nhạc của TME                                                                             |
| 2022 | 24/05/2022 | Gặp được《遇到》                          | Patrick Doãn Hạo Vũ | Dự án cover âm nhạc của TME                                                                             |
| 2022 | 31/05/2022 | Yeah I'm Gonna Give It To You《身骑白马》 | AK Lưu Chương       | Dự án cover âm nhạc của TME                                                                             |
| 2022 | 02/06/2022 | 11                                        | Mika                | Hát gốc: Đội Trưởng - Hoàng Lễ Cách                                                                     |
| 2022 | 23/06/2022 | Nghĩ Quá Nhiều《想太多》                  | Mika                | Hát gốc: Lý Cửu Triết                                                                                   |
| 2022 | 24/08/2022 | Hoàng Hôn Hiểu                            | Châu Kha Vũ         | Dự án âm nhạc Youth Reset Project 6 - "Special Soda" tái hiện lại những ca khúc vàng son những năm 2000 |
| 2022 | 26/08/2022 | Nguyện về phút yêu ban đầu                | Bá Viễn             | Hát gốc: Comic Boyz                                                                                     |

### Đĩa đơn khác
| Năm  | Thời gian  | Bài hát                                            | Thành viên                                                      | Chú thích |
| 2021 | 28/05/2021 | Tiếng vọng Cổ Thục《古蜀回响》                     | Santa, Rikimaru, Mika, Nine Cao Khanh Trần, Patrick Doãn Hạo Vũ | Quảng bá quốc tế văn hoá Tam Tinh Đôi, Tứ Xuyên |
| 2021 | 02/06/2021 | Burning Youth《燃烧吧青春》                        | Lâm Mặc, Bá Viễn, Trương Gia Nguyên                             | Bài chủ đề "Tân binh mời vào hàng ngũ CCTV" |
| 2021 | 16/09/2021 | Thế Vận Hội Mùa Đông Thời Đại Mới《新时代 冬奥运》 | Cả nhóm                                                         | Quảng bá Olympic Mùa Đông Bắc Kinh 2022 |
| 2022 | 28/01/2022 | Không cẩn thận vô tình lãng quên                   | Lưu Vũ, Lâm Mặc, AK Lưu Chương                                  | Bài hát trong "Nông trường khó quên" |
| 2022 | 06/04/2022 | Đóa Hoa Đặc Biệt                                   | Bá Viễn                                                         | Bài hát công ích nhân ngày Thế giới nhận thức về tự kỷ |
| 2022 | 30/04/2022 | Linh cứu hóa bất bại《一往无前的蓝》               | Trương Gia Nguyên                                               | Bài hát chủ đề của "Lính cứu hỏa bất bại" |
| 2022 | 02/05/2022 | Giai điệu tuổi trẻ                                 | Lưu Vũ                                                          | Bài hát kỷ niệm ngày Thanh niên Trung Quốc / Hát cùng Phóng viên của Tân Hoa Xã - Lộ Tân Kỳ |
| 2022 | 04/05/2022 | Bức thư đến từ tương lai                           | Lưu Vũ                                                          | Bài hát chủ đề hoạt động "Tuyển tập bài hát Thanh niên Ngũ Tứ" / Hát cùng TIA Viên Á Duy |
| 2022 | 21/06/2022 | Hạ chí đến rồi《盛夏已至》                         | Lưu Vũ                                                          | Chiến dịch 24 tiết khí "Bài hát của tôi, tiết khí của tôi" - Báo thanh niên Trung Quốc |
| 2022 | 28/06/2022 | Không sợ khô nóng                                  | Lưu Vũ                                                          | Hợp tác với Sprite |
| 2022 | 27/07/2022 | Mặc Ý Sinh Trưởng《肆意生长》                      | Bá Viễn                                                         | Dự án collab giữa TME và Sprite |
| 2022 | 29/07/2022 | Như Người Ước Nguyện                               | Lưu Vũ                                                          | Bài hát chủ đề mùa 3 chương trình "Thành phố Bảo Tàng" đài Bắc Kinh |
| 2022 | 14/09/2022 | Gõ Đáng Yêu Rồi Nhấn Phím 5                        | Mika                                                            | |
| 2022 | 20/09/2022 | Ngự Mộng Vị Châu                                   | Lưu Vũ                                                          | Bài hát mở đầu dự án "Thời đại của tôi, bài hát của tôi", dành tặng những phi hành gia Trung Quốc do Trung tâm tin tức của Cơ quan Quản lý Không gian Quốc gia Trung Quốc (CNSA) kết hợp cùng Báo Thanh niên thực hiện |
| 2022 | 26/09/2022 | Nhìn Lại Một Mùa Hè                                | Mika                                                            | |
| 2022 | 04/11/2022 | Thanh Xuân vô cùng đáng giá                        | Lưu Vũ                                                          | Bài hát chủ đề "Nồi Lẩu ấm áp"/ Hát cùng Tiết Bá Khiên, Lan Thiên Kỳ |

### EP SOLO
| Năm  | Thời gian  | Thành viên | Album                      | Bài Hát                  | MV / Dance Video | Chú thích                               |
| 2022 | 10/04/2022 | Lưu Vũ     | EP - Văn Đao Lưu《文刀刘》 | Intro: L-I-U 刘          |                  | Ep Solo đặc quyền của vị trí trung tâm. |
| 2022 | 10/04/2022 | Lưu Vũ     | EP - Văn Đao Lưu《文刀刘》 | Liễu Diệp 《柳叶刀》     | ★                | Ep Solo đặc quyền của vị trí trung tâm. |
| 2022 | 15/04/2022 | Lưu Vũ     | EP - Văn Đao Lưu《文刀刘》 | Bạch Thoại Văn《白话文》 | ★                | Ep Solo đặc quyền của vị trí trung tâm. |

## Chương trình tham gia

### Chương trình giải trí
| Năm  | Tên chương trình                                          | Kênh phát sóng                    | Vai trò                      | Thành viên tham gia                                                     | Tập                   | Chú thích |
| 2021 | Sáng tạo doanh 2021                                       | Tencent Video                     | Thực Tập sinh                | Cả nhóm                                                                 |                       | Chương trình thành lập nhóm |
| 2021 | QQ Giải Đấu Người Nổi Tiếng Mùa 1                         | Huya Live                         | Khách mời                    | Lưu Vũ, Lâm Mặc                                                         | Tập 15/05/2021        | Show về Game (Call of Duty) |
| 2021 | Happy Camp (Khoái Lạc Bản Doanh 2021)                     | Đài Hồ Nam                        | Khách mời hỗ trợ             | Cả nhóm                                                                 | Tập 05/06/2021        | Chương trình giải trí |
| 2021 | Làm Phiền Nhé Tủ Lạnh 7                                   | Tencent Video                     | Thành viên cố định           | Nine Cao Khanh Trần, AK Lưu Chương                                      | --                    | Chương trình giải trí |
| 2021 | Làm Phiền Nhé Tủ Lạnh 7                                   | Tencent Video                     | Khách mời                    | Lưu Vũ                                                                  | Tập 10                | Chương trình giải trí |
| 2021 | Talkshow 12 Ô Cửa Sổ                                      | QQ Music                          | Khách mời                    | Lưu Vũ                                                                  |                       | Talkshow |
| 2021 | Ai là ca sĩ bảo tàng                                      | Đài Hồ Nam                        | Khách mời                    | Cả nhóm                                                                 | Chung kết             | Show tìm kiếm tài năng |
| 2021 | Mua sắm ngày hè - Tencent Magic & Surprise                | Tencent Video                     | Khách mời                    | Lâm Mặc, AK Lưu Chương                                                  | Tập 25/07/2021        | Show mua sắm |
| 2021 | Vũ Vương Giấu Mặt 2021                                    | Đài Giang Tô, Youku               | Thí sinh                     | Santa                                                                   | Tập 4, 5,6, Chung Kết | Chương trình giải trí |
| 2021 | Cô Nàng Hiphop - Girls Like Us                            | Tencent Video                     | Khách mời biểu diễn          | AK Lưu Chương                                                           | Tập 8                 | Chương trình giải trí |
| 2021 | Cô Nàng Hiphop - Girls Like Us                            | Tencent Video                     | Giám khảo                    | Lâm Mặc                                                                 | Chung kết             | Chương trình giải trí |
| 2021 | Minh Nhật Chi Tử 5                                        | Tencent Video                     | Khách mời biểu diễn          | Cả nhóm (Thiếu Santa, Rikimaru)                                         | Tập 5,6               | Show tìm kiếm tài năng |
| 2021 | Minh Nhật Chi Tử 5                                        | Tencent Video                     | Trợ diễn                     | Lưu Vũ                                                                  | Tập 8                 | Show tìm kiếm tài năng |
| 2021 | QQ Giải Đấu Người Nổi Tiếng Mùa 2                         | Huya Live                         | Khách mời                    | Lưu Vũ (Đội Trưởng)                                                     | Tập 09/10/2021        | Show về Game |
| 2021 | Super Novae Game 2021 - Đại Hội Thể Thao Siêu Tân Tinh    | Tencent Video                     | Thí sinh                     | Cả nhóm (Thiếu Rikimaru)                                                |                       | Show thể thao |
| 2021 | 《快手超NICE大会》- "Đại Hội Siêu Nice"                   | Kuaishou                          | Khách mời                    | Lâm Mặc                                                                 | 05/12/2021            | Talkshow |
| 2021 | Kỳ Ngộ Nhân Sinh                                          | Tencent Video                     | Khách mời                    | Bá Viễn                                                                 | 20/12/2021            | |
| 2021 | Đạo diễn, xin được chỉ giáo                               | Tencent Video                     | Khách mời                    | Châu Kha Vũ                                                             |                       | Tham gia phim ngắn "Người che ô" |
| 2021 | Phong Vị Nhân Sinh                                        | Tencent Video                     | Khách mời                    | Lâm Mặc, AK Lưu Chương                                                  | 26/12/2021            | Show ẩm thực |
| 2021 | Hương vị quê hương tuyệt nhất, người con quê nhà tốt nhất | Đài Bắc Kinh (Thời gian Bắc Kinh) | Khách mời                    | Lưu Vũ, Bá Viễn, AK Lưu Chương                                          | 31/12/2021            | Chương trình giới thiệu món ăn quê hương đêm giao thừa                                                                                                  |
| 2022 | Nông trường khó quên                                      | Tencent Video                     | Khách mời                    | Lưu Vũ, Lâm Mặc, AK Lưu Chương                                          | 27/01/2022            | |
| 2022 | Nhiệt tuyết lãng                                          | Tencent Video                     | Thành viên cố định           | Lưu Vũ, Lâm Mặc, Bá Viễn, Trương Gia Nguyên, AK Lưu Chương              |                       | |
| 2022 | Lính Cứu Hỏa Bất Bại                                      | Tencent Video                     | Thành viên cố định           | Trương Gia Nguyên                                                       |                       | Chương trình thông báo Châu Kha Vũ không tham gia vì lý do sức khỏe                                                                                     |
| 2022 | Super Team                                                | Đài Bắc Kinh                      | Khách mời                    | Bá Viễn                                                                 |                       | |
| 2022 | 11 Giờ Đi ngủ thôi                                        | Kuaishou                          | Khách mời                    | Lưu Vũ, Lâm Mặc                                                         | 26/02/2022            | |
| 2022 | Nhà của chúng ta                                          | Tencent Video                     | Khách mời                    | Lâm Mặc, AK Lưu Chương                                                  | 03/03/2022            | |
| 2022 | Great Dance Crew                                          | Youku                             | Thành viên cố định - Dẫn đội | Santa                                                                   |                       | Show vũ đạo |
| 2022 | 《50公里桃花坞2》- "50KM Đào Hoa Ổ Season 2"              | Tencent Video                     | Thành viên cố định           | Patrick Doãn Hạo Vũ                                                     |                       | Chương trình thực nghiệm về sự phát triển một cộng đồng lý tưởng của Tencent Video, livestream 24h không nghỉ                                           |
| 2022 | Thanh Âm Trời Ban                                         | Đài Chiết Giang                   | Khách mời                    | Mika                                                                    | Tập 06/05/2022        | |
| 2022 | Muốn gặp bạn                                              | 百视TV                            | Thành viên cố định           | Lâm Mặc                                                                 |                       | |
| 2022 | 《开始推理吧》- "Hãy bắt đầu suy luận"                    | Tencent Video                     | Thành viên cố định           | Châu Kha Vũ                                                             |                       | Show suy luận |
| 2022 | Đó là một hương vị rất quen thuộc                         | Tencent Video                     | Khách mời                    | Lưu Vũ                                                                  |                       | |
| 2022 | 《战至巅峰》- "Trận chiến đỉnh cao"                       | Tencent Video                     | Thành viên cố định           | Lưu Vũ, Lâm Mặc, Bá Viễn, Trương Gia Nguyên, Châu Kha Vũ, AK Lưu Chương |                       | Show về Game (Vương Giả Vinh Diệu) |
| 2022 | Đăng nhập Viên Ngư Châu                                   | Tencent Video                     | Thành viên cố định           | Lâm Mặc                                                                 |                       | |
| 2022 | Vũ Vương Giấu Mặt 2022                                    | Đài Giang Tô, Youku               | Thí Sinh                     | Lưu Vũ                                                                  | Tập 1,2,3,4           | Lưu Vũ rút khỏi chương trình trước chung kết |
| 2022 | E-Pop of China                                            | Youku                             | Thành viên cố định           | Mika                                                                    |                       | |
| 2022 | 《食万八千里》- "Ăn hàng nghìn dặm"                       | Đài Chiết Giang                   | Thành viên cố định           | Bá Viễn                                                                 |                       | |
| 2022 | Best Stage 2022                                           | 百视TV                            | Khách mời                    | Bá Viễn                                                                 |                       | |
| 2022 | Còn có thơ và phương xa                                   | Đài Chiết Giang                   | Khách mời                    | Lưu Vũ                                                                  |                       | Chương trình truyền hình thực tế về du lịch văn hóa do Ban Tuyên truyền Tỉnh ủy Chiết Giang chỉ đạo, được đài truyền hình Chiết Giang tổ chức thực hiện |
| 2022 | Tiến về phía trước                                        | Bilibili                          | Khách mời                    | Santa, Trương Gia Nguyên, Patrick Doãn Hạo Vũ, AK Lưu Chương            | Tập 04/09/2022        | |
| 2022 | Tiến về phía trước                                        | Bilibili                          | Khách mời                    | Nine Cao Khanh Trần, Lâm Mặc, Bá Viễn, Châu Kha Vũ                      | Tập 07/09/2022        | |
| 2022 | Tiến về phía trước                                        | Bilibili                          | Khách mời                    | Lâm Mặc, Bá Viễn                                                        | Tập 22/09/2022        | |
| 2022 | Tôi Tin tưởng                                             | Đài Đông Phương                   | Khách mời                    | Lưu Vũ                                                                  |                       | |
| 2022 | Nghe nói ăn rất ngon                                      | Đài Chiết Giang                   | Khách mời                    | Patrick Doãn Hạo Vũ                                                     |                       | |
| 2022 | Kết nối những năm tháng tốt đẹp                           | Đài Hồ Nam                        | Thành viên cố định           | Lâm Mặc                                                                 | --                    | |
| 2022 | 《甜蜜的任务》- "Nhiệm vụ ngọt ngào"                      | Đài Hồ Nam                        | Khách mời                    | Lâm Mặc                                                                 | Tập 21/08/2022        | |
| 2022 | 《非正式会谈》- "Hội đàm phi chính thức"                  | Bilibili                          | Khách mời                    | Patrick Doãn Hạo Vũ                                                     |                       | |
| 2022 | 生活最有戏                                                | CCTV3                             | Khách mời                    | Trương Gia Nguyên                                                       | Tập 10/08/2022        | |
| 2022 | Mở Mic 100%                                               | Đài Hồ Nam                        |                              | Bá Viễn                                                                 |                       | |
| 2022 | 《百度元宇宙歌会》- "Câu Lạc Bộ Vũ Trụ Âm Nhạc"           |                                   | Khách mời                    | Nine Cao Khanh Trần, AK Lưu Chương                                      | Tập 26/09/2022        | |
| 2022 | Street Dance China ss5                                    | Youku                             | Khách mời                    | Santa                                                                   | Tập 8/10/2022         | |
| 2022 | Sân Trường Sôi Động                                       | Tencent                           | Khách mời                    | Cả nhóm                                                                 |                       | Tham gia làm khách mời biểu diễn |
| 2022 | Nồi Lẩu Ấm Áp                                             | Đài Bắc Kinh                      | Khách mời                    | Lưu Vũ                                                                  |                       | |

### Đoàn Tống
| Năm  | Tên chương trình                | Kênh phát sóng                           | Thành viên tham gia      | Chú thích             |
| 2021 | 未知周刊！INTO1！               | Tencent Video, Weibo, YouTube, Bilibili  | Cả nhóm                  | Vlog nhóm             |
| 2021 | ONE事大吉！INTO1!               | Tencent Video, Weibo, YouTube, Bilibili  | Cả nhóm                  | Vlog nhóm             |
| 2021 | INTO1’s【ONE能频道】            | Tencent Video, Weibo, YouTube, Bilibili  | Cả nhóm                  | Vlog hậu trường       |
| 2021 | INTO MILES                      | Tencent Video                            | Cả nhóm (Thiếu Rikimaru) | Phim tài liệu âm nhạc |
| 2022 | ALL KINDS OF INTO1 - TO THE SEA | Tencent Video, YouTube, Bilibili, Weecho | Cả nhóm                  | Đoàn Tống             |
| 2022 | FRESH ONE                       | Tencent Video, Weibo, YouTube, Bilibili  | Cả nhóm (thiếu Rikimaru) | Vlog mùa xuân         |
| 2022 | ALL KINDS OF INTO1 - TO THE SKY | Tencent Video                            | Cả nhóm                  | Đoàn Tống             |

### Stage
| Năm  | Stage                                                                                       | Kênh phát sóng                               | Thành viên tham gia                                                                                               | Bài biểu diễn                         | Chú thích                                        |
| 2021 | Vi Á Carnival                                                                               | --                                           | Cả nhóm (Thiếu Rikimaru)                                                                                          | Hình Dáng Thiếu Niên                  |                                                  |
| 2021 | Vi Á Carnival                                                                               | --                                           | Cả nhóm (Thiếu Rikimaru)                                                                                          | INTO1                                 |                                                  |
| 2021 | Đêm hội Kuaishou Chân Tâm 616                                                               | Đài Giang Tô                                 | Cả nhóm | Sơn Hà Đồ                             |                                                  |
| 2021 | Đêm hội Kuaishou Chân Tâm 616                                                               | Đài Giang Tô                                 | Cả nhóm | INTO1                                 |                                                  |
| 2021 | Đêm Hội Thanh Âm Tốt Nghiệp 2021                                                            | Đài Hồ Nam                                   | Cả nhóm |                                       |                                                  |
| 2021 | Kinh Kỳ Tham Bí Dạ 616                                                                      | Mango TV, Kinh Đông TV                       | Cả nhóm (Thiếu Lâm Mặc)                                                                                           |                                       |                                                  |
| 2021 | Sự kiện nhãn hàng Longiness                                                                 | QQ Music                                     | Cả nhóm |                                       |                                                  |
| 2021 | Sự kiện nhãn hàng Longiness                                                                 | QQ Music                                     | Cả nhóm |                                       |                                                  |
| 2021 | Đêm hội Ô tô 818                                                                            | Đài Chiết Giang                              | Cả nhóm (Thiếu Rikimaru)                                                                                          | Into The Fire                         |                                                  |
| 2021 | Đêm hội Vương giả vinh diệu                                                                 | --                                           | Lâm Mặc, AK Lưu Chương                                                                                            | Trường An Lệnh                        |                                                  |
| 2021 | Đêm Hội Âm Nhạc Thành Đô                                                                    | --                                           | Cả nhóm (Thiếu Rikimaru)                                                                                          | --                                    | Huỷ                                              |
| 2021 | Đông Phương Phong Vân Bảng                                                                  | Đài Phương Đông                              | Cả nhóm (Thiếu Rikimaru)                                                                                          | Wonderland Party                      |                                                  |
| 2021 | Tencent TMEA Music Entertainment Festival 2021                                              | QQ Music                                     | Cả nhóm (Thiếu Rikimaru)                                                                                          | Điểm Tinh                             |                                                  |
| 2021 | Đại Hội Thể Thao Siêu Tân Tinh Super Novae Game 2021                                        | Tencent Video                                | Cả nhóm (Thiếu Rikimaru)                                                                                          | Điểm Tinh                             |                                                  |
| 2021 | Đại Hội Thể Thao Siêu Tân Tinh Super Novae Game 2021                                        | Tencent Video                                | Cả nhóm (Thiếu Rikimaru)                                                                                          | Into The Fire                         |                                                  |
| 2021 | SINA ENT NEW YEAR'S PARTY                                                                   | Weibo                                        | Mika | Điều tốt đẹp nhất đều trao cho em     |                                                  |
| 2021 | SINA ENT NEW YEAR'S PARTY                                                                   | Weibo                                        | Bá Viễn | A Dance For Tomorrow                  |                                                  |
| 2021 | SINA ENT NEW YEAR'S PARTY                                                                   | Weibo                                        | Patrick Doãn Hạo Vũ                                                                                               | Dearest, Where are you?               |                                                  |
| 2021 | SINA ENT NEW YEAR'S PARTY                                                                   | Weibo                                        | AK Lưu Chương | Aloha                                 |                                                  |
| 2021 | SINA ENT NEW YEAR'S PARTY                                                                   | Weibo                                        | AK Lưu Chương | Ngược đường                           |                                                  |
| 2021 | Lễ hội băng tuyết đêm giao thừa toàn cầu 2022                                               | Đài Bắc Kinh                                 | Cả nhóm (Thiếu Rikimaru)                                                                                          | Vạn Lý                                |                                                  |
| 2021 | Lễ hội băng tuyết đêm giao thừa toàn cầu 2022                                               | Đài Bắc Kinh                                 | Cả nhóm (Thiếu Rikimaru)                                                                                          | Điểm Tinh                             |                                                  |
| 2022 | Tiệc tất niên gia tộc Tencent FAN2022                                                       | Tencent Video                                | Cả nhóm (Thiếu Rikimaru)                                                                                          |                                       |                                                  |
| 2022 | Tiệc tất niên gia tộc Tencent FAN2022                                                       | Tencent Video                                | Cả nhóm (Thiếu Rikimaru)                                                                                          | Thế Vận Hội Mùa Đông Thời Đại Mới     |                                                  |
| 2022 | Đại Hội Tổng Kết Năm Của Chúng Tôi 2022                                                     | Đài Bắc Kinh                                 | Cả nhóm (Thiếu Rikimaru)                                                                                          | INTO1                                 |                                                  |
| 2022 | Chương trình truyền thông trực tiếp - "Đêm Dạ hội tuổi trẻ"                                 | Đài Phát thanh và truyền hình Trung Ương CMG | Nine Cao Khanh Trần, Patrick Doãn Hạo Vũ                                                                          | Hổ Bổ Vũ                              |                                                  |
| 2022 | Xuân vãn đài Bắc Kinh 2022                                                                  | Đài Bắc Kinh                                 | Lưu Vũ | Tinh Hà Nhập Mộng                     |                                                  |
| 2022 | Thịnh Điển thường niên nghe nhìn Internet Trung Quốc 2022 "Giấc mơ Trung Quốc, Giấc mơ tôi" | Tencent Video                                | Cả nhóm (Thiếu Rikimaru)                                                                                          | Điểm Tinh                             |                                                  |
| 2022 | Đêm hội Kuaishou "Nghìn lẻ một đêm"                                                         | Kuaishou                                     | Cả nhóm (Thiếu Rikimaru)                                                                                          | Vạn Lý                                |                                                  |
| 2022 | CCTV Global Chinese Music Chart                                                             | CCTV15                                       | Lưu Vũ | Bạch Thoại Văn                        |                                                  |
| 2022 | Đêm Hội Ô tô 818                                                                            | Kênh Tài Chính CCTV2                         | Lưu Vũ | Địch • Duyên                          | Biểu diễn cùng Ngô Mục Dã                        |
| 2022 | Tuần lễ phim tình cảm Lư Sơn 2022                                                           | CCTV6                                        | Lưu Vũ, Nine Cao Khanh Trần, Lâm Mặc, Bá Viễn, Trương Gia Nguyên, Patrick Doãn Hạo Vũ, Châu Kha Vũ, AK Lưu Chương | Một chiếc cốc lửa                     |                                                  |
| 2022 | Đêm Hội Chế Tạo Khai Tân                                                                    | 央视网 (CCTV International Network)          | Bá Viễn, Patrick Doãn Hạo Vũ                                                                                      |                                       | Đêm hội trung thu - EP 1 《Vượt "Trăng" mà tới》 |
| 2022 | Mở Cửa Đại Cát                                                                              | CCTV3                                        | Bá Viễn | Người da vàng                         |                                                  |
| 2022 | Quốc Phong Đại Điển                                                                         | Douyin                                       | Lưu Vũ | Liễu Diệp Đao Bạch Thoại Văn          |                                                  |
| 2022 | Nhịp Cầu Hán Ngữ                                                                            |                                              | Cả nhóm | Một bước đi một bài thơ một giấc mộng |                                                  |
| 2022 | Quốc Triều Đại Điển                                                                         | Đài Hà Nam                                   | Lưu Vũ | Như Lân Như Mộng                      |                                                  |

### Lễ Hội Âm Nhạc
| Năm  | Lễ Hội Âm nhạc                                     | Trạm                                   | Thành viên tham gia   | Chú thích    |
| 2021 | Lễ Hội Âm Nhạc Quốc Triều                          | Quảng Châu                             | AK Lưu Chương         |              |
| 2022 | Lễ Hội Âm Nhạc Taihu Bay 2022                      |                                        | AK Lưu Chương         |              |
| 2022 | Lễ hội âm nhạc Erlang 2022                         | Vũ Hán, Quảng Châu, Nam Kinh, Thành Đô | AK Lưu Chương         |              |
| 2022 | Lễ Hội Âm Nhạc Thanh Trang Tinh vân Vũ Nguyên 2022 | Giang Tây                              | Lưu Vũ, AK Lưu Chương | Hủy do dịch  |
| 2022 | Lễ hội âm nhạc làm mới giới hạn mùa hè             | Hồ Châu                                | Mika                  | TME x Sprite |
| 2022 | Lễ hội âm nhạc làm mới giới hạn mùa hè             | Đại Liên                               | Bá Viễn               | TME x Sprite |
| 2022 | Lễ hội âm nhạc làm mới giới hạn mùa hè             | Hồ Nam                                 | AK Lưu Chương         | TME x Sprite |
| 2022 | Lễ Hội Âm Nhạc Vũ Trụ Sáng Tạo                     | Hồ Nam                                 | Cả nhóm               |              |

## Buổi hòa nhạc/ Họp mặt fan
| Sự kiện        | Ngày                  | Tên                       | Trạm                                               | Chú thích                            |
| Buổi hòa nhạc  | 17/10/2021            | READY! INTO1 OCEAN        | Concert Online (Phát trên Tencent Video, TME Live) | Thiếu Rikimaru                       |
| Buổi hòa nhạc  | 22/04/2022            | SHOWCASE VĂN ĐAO LƯU      | Showcase Online                                    | Showcase quảng bá EP Solo của Lưu Vũ |
| Fanmeeting     | 19/06/2021            | Fanmeeting Thuần Chân     | Hàng Châu                                          | Fanmeeting của nhãn hàng             |
| Fansign        | 09/01/2022            | Fansign EP Phong Bạo Nhãn | Bắc Kinh                                           | Thiếu Rikimaru                       |
| Fansign        | 05/08/2022            | Fansign Vạn Vật Chỉ Nam   | Trường Sa                                          |                                      |
| Lễ hội âm nhạc | 25/02/2023            | Hòa nhạc 051              | Tô Châu                                            |                                      |
| Concert        | 01/04/2023 02/04/2023 | GROWN UP                  | Băng Cốc, Thái Lan                                 |                                      |
| Fanmeeting     | 07/04/2023 08/04/2023 | GROWN UP                  | Tokyo, Nhật Bản                                    |                                      |
| Concert        | 21/04/2023 22/04/2023 | GROWN UP                  | Thượng Hải                                         | Concert tốt nghiệp (INTO1 rã đoàn)   |

## Đại ngôn quảng cáo
| Năm  | Thương hiệu          | Title                                 | Thành viên                                        | Chú thích                                               |
| 2021 | Mông ngưu thuần chân | Người đại ngôn sản phẩm               | Cả nhóm                                           |                                                         |
| 2021 | Khoái thủ ngu lạc    | Khoái thủ thanh xuân Sáng tạo doanh   | Cả nhóm                                           |                                                         |
| 2021 | Glico Pocky          | Người đại diện sản phẩm               | Cả nhóm                                           |                                                         |
| 2021 | Gentle Monster       | Cán bộ giới thiệu sản phẩm            | Cả nhóm                                           |                                                         |
| 2021 | Longines             | Cán bộ sáng tạo thanh lịch            | Cả nhóm                                           |                                                         |
| 2021 | Family Mask          | Người phát ngôn mặt nạ                | Mika, Lâm Mặc, Châu Kha Vũ                        |                                                         |
| 2021 | AHC                  | Đại sứ Essence                        | Lâm Mặc, Bá Viễn                                  |                                                         |
| 2021 | Nescafe              | Đại sứ sản phẩm Gold Coffee           | Rikimaru, Mika, Trương Gia Nguyên, Châu Kha Vũ    |                                                         |
| 2021 | Moncler              | Bạn của Thương hiệu                   | Santa, Mika, Châu Kha Vũ                          |                                                         |
| 2021 | Pantene              | Hợp tác quảng bá                      | Bá Viễn, Trương Gia Nguyên                        |                                                         |
| 2021 | Saint Laurent Paris  | Hợp tác quảng bá                      | Lưu Vũ, Santa                                     |                                                         |
| 2021 | GUCCI                | Hợp tác quảng bá                      | Santa, Rikimaru                                   |                                                         |
| 2021 | FILA                 | Hợp tác quảng bá FILA x Lanvin        | Rikimaru, Patrick Doãn Hạo Vũ                     |                                                         |
| 2021 | JoMalone             | Hợp tác quảng bá (Livestream)         | Mika, Nine Cao Khanh Trần, Châu Kha Vũ            |                                                         |
| 2021 | Amani Beauty         | Hợp tác quảng bá (Livestream)         | Lưu Vũ, Bá Viễn                                   |                                                         |
| 2021 | TOMFORD Beauty       | Hợp tác quảng bá (Livestream)         | Santa, Mika                                       |                                                         |
| 2021 | Sisley Paris         | Hợp tác quảng bá (Livestream)         | Trương Gia Nguyên, Châu Kha Vũ                    |                                                         |
| 2021 | Piaget               | Hợp tác quảng bá (Livestream)         | Rikimaru, Lâm Mặc, Patrick Doãn Hạo Vũ            |                                                         |
| 2022 | Kosé                 | Người phát ngôn toàn cầu Kosé Softymo | Lưu Vũ                                            |                                                         |
| 2022 | Kosé                 | Người phát ngôn toàn cầu Kosé Sun Cut | Santa, Bá Viễn                                    |                                                         |
| 2022 | Valentino Beauty     | Bạn thân thương hiệu                  | Nine Cao Khanh Trần, Lâm Mặc, Bá Viễn             |                                                         |
| 2022 | Valentino            | Hợp tác quảng bá                      | Cả nhóm                                           |                                                         |
| 2022 | YSL Beauty           | Hợp tác quảng bá                      | Lâm Mặc, Patrick Doãn Hạo Vũ                      |                                                         |
| 2022 | Kérastase            | Hợp tác quảng bá                      | Nine Cao Khanh Trần, Bá Viễn, Patrick Doãn Hạo Vũ |                                                         |
| 2022 | Balmain              | Hợp tác quảng bá                      | Mika, Bá Viễn, Patrick Doãn Hạo Vũ                | Patrick Doãn Hạo Vũ nâng title lên Bạn thân thương hiệu |
| 2022 | Kappa                | Đại sứ thanh thiên                    | Mika, Châu Kha Vũ                                 |                                                         |

## Tạp chí

#### Trang bìa
| Năm  | Tạp chí                             | Thành viên                                   | Loại bìa       | Chú thích                                                                             |
| 2021 | Madame Figaro HOMMES                | Cả nhóm                                      | Bìa nhóm       | Bìa tháng 5/2021 x Gentle Monster                                                     |
| 2021 | SuperELLE                           | Cả nhóm                                      | Bìa nhóm       | Bìa tháng 8/2021 x Longiness                                                          |
| 2021 | Tạp chí Nam Đô                      | Cả nhóm                                      | Bìa nhóm       | Bìa tháng 8/2021                                                                      |
| 2021 | Champion                            | Cả nhóm                                      | Bìa nhóm       | Bìa tháng 9/2021 (Số bìa Olympic)                                                     |
| 2021 | NYLON尼龙                           | Cả nhóm                                      | Bìa nhóm       | Bìa tháng 10/2021 x Glico Pocky                                                       |
| 2021 | Modern Weekly                       | Mika x Bottega Veneta                        | Bìa Quần phong | Bìa tháng 10/2021                                                                     |
| 2021 | Madame Figaro                       | Lưu Vũ                                       | Bìa đơn        | Bìa tháng 10/2021                                                                     |
| 2021 | Wonderland                          | Santa                                        | Bìa đơn        | Bìa tháng 10/2021                                                                     |
| 2021 | Madame Figaro MODE                  | Lâm Mặc                                      | Bìa đơn        | Bìa tháng 10/2021                                                                     |
| 2021 | OK!精彩                             | Trương Gia Nguyên x Mamonde                  | Bìa đơn        | Bìa tháng 10/2021                                                                     |
| 2021 | MEN'S UNO Young                     | Châu Kha Vũ                                  | Bìa đơn        | Bìa tháng 10/2021                                                                     |
| 2021 | SuperELLE                           | Mika x Bottega Veneta                        | Bìa đơn        | Bìa Fall/Winter 2021                                                                  |
| 2021 | TREND'S HEALTH                      | Lưu Vũ                                       | Bìa đơn        | Bìa tháng 11/2021                                                                     |
| 2021 | Madame Figaro HOMMES                | Mika x Celine                                | Bìa đơn        | Bìa tháng 11/2021                                                                     |
| 2021 | 精品购物指南 LIFE STYLE             | Nine Cao Khanh Trần                          | Bìa đơn        | Bìa tháng 11/2021                                                                     |
| 2021 | Wonderland Music                    | Bá Viễn                                      | Bìa đơn        | Bìa tháng 11/2021                                                                     |
| 2021 | MEN'S HEALTH                        | Patrick Doãn Hạo Vũ                          | Bìa đơn        | Bìa tháng 11/2021                                                                     |
| 2021 | Bác Khách Thiên Hạ                  | Lưu Vũ                                       | Bìa đơn        | Bìa tháng 12/2021                                                                     |
| 2021 | ICON-F                              | Nine Cao Khanh Trần                          | Bìa đơn        | Bìa tháng 12/2021                                                                     |
| 2021 | 瑞丽时尚先锋 Rayli Fashion Pioneer  | Bá Viễn                                      | Bìa đơn        | Bìa tháng 12/2021                                                                     |
| 2021 | 伊周 BELLA                          | Trương Gia Nguyên                            | Bìa đơn        | Bìa tháng 12/2021                                                                     |
| 2021 | Wonderland Music                    | AK Lưu Chương                                | Bìa đơn        | Bìa tháng 12/2021                                                                     |
| 2021 | iDest Magazine                      | Mika x Boucheron                             | Bìa đơn        | Bìa Winter 2021                                                                       |
| 2021 | WAVES漫潮                           | Patrick Doãn Hạo Vũ                          | Bìa đơn        | Bìa Winter 2021                                                                       |
| 2022 | Bác Khách Thiên Hạ                  | Lưu Vũ                                       | Bìa Quần phong | Số bìa đặc biệt tổng kết năm 2021                                                     |
| 2022 | OK!精彩                             | Lưu Vũ                                       | Bìa đơn        | Bìa tháng 1/2022                                                                      |
| 2022 | Beijing Youth Weekly                | Lâm Mặc                                      | Bìa đơn        | Bìa tháng 1/2022                                                                      |
| 2022 | Rollacoaster                        | Patrick Doãn Hạo Vũ                          | Bìa đơn        | Bìa tháng 1/2022                                                                      |
| 2022 | BLUECHARM阅世                       | AK Lưu Chương                                | Bìa đơn        | Bìa tháng 1/2022                                                                      |
| 2022 | L'OFFICIEL                          | Lưu Vũ x L'Occitane                          | Bìa đơn        | Bìa tháng 2/2022                                                                      |
| 2022 | MEN'S UNO                           | Lưu Vũ                                       | Bìa đơn        | Bìa tháng 2/2022                                                                      |
| 2022 | 智族GQ Love                         | Mika                                         | Bìa đôi        | Đặc san Valentine 2022 cùng siêu mẫu Trần Du, đi kèm chính bản GQ Trí Tộc bìa tháng 2 |
| 2022 | 瑞丽服饰美容 Rayli Fashion & Beauty | Lưu Vũ                                       | Bìa đơn        | Bìa tháng 3/2022                                                                      |
| 2022 | MEN'S UNO                           | Mika x Bottega Veneta                        | Bìa đơn        | Bìa tháng 3/2022                                                                      |
| 2022 | 男人风尚LEON Young                  | Châu Kha Vũ                                  | Bìa đơn        | Bìa tháng 3/2022                                                                      |
| 2022 | Schön! China                        | Mika                                         | Bìa đơn        | Bìa Winter 2021/2022                                                                  |
| 2022 | WAVES漫潮                           | Trương Gia Nguyên                            | Bìa đơn        | Bìa Spring 2022                                                                       |
| 2022 | Rolling Stone China                 | Lưu Vũ x L'Occitane                          | Bìa đơn        | Bìa tháng 4/2022 (Số đặc biệt sức trẻ)                                                |
| 2022 | ELLEMEN Tân Thanh Niên              | Lưu Vũ x L'Occitane                          | Bìa đơn        | Bìa Summer 2022                                                                       |
| 2022 | 伊周 BELLA                          | Lâm Mặc                                      | Bìa đơn        | Bìa tháng 4/2022                                                                      |
| 2022 | 精品购物指南 LIFE STYLE             | Cả nhóm                                      | Bìa nhóm       | Bìa kỉ niệm 1 năm thành lập nhóm                                                      |
| 2022 | L'OFFICIEL HOMMES                   | Mika                                         | Bìa đơn        | Bìa tăng san                                                                          |
| 2022 | 男人风尚LEON                        | Mika                                         | Bìa đơn        | Bìa tháng 5/2022 (Số kỷ niệm 13 năm)                                                  |
| 2022 | SENSE封面人物                       | Nine Cao Khanh Trần                          | Bìa đơn        | Bìa tháng 5/2022                                                                      |
| 2022 | BLUECHARM阅世                       | Lâm Mặc                                      | Bìa đơn        | Bìa tháng 5/2022                                                                      |
| 2022 | 瑞丽伊人风尚 Rayli Yiren Fashion    | Bá Viễn                                      | Bìa đơn        | Bìa tháng 5/2022                                                                      |
| 2022 | KNIGHT高级                          | Trương Gia Nguyên                            | Bìa đơn        | Bìa tháng 5/2022                                                                      |
| 2022 | MEN'S UNO Young                     | Patrick Doãn Hạo Vũ                          | Bìa đơn        | Bìa tháng 5/2022                                                                      |
| 2022 | OK!精彩                             | Châu Kha Vũ                                  | Bìa đơn        | Bìa tháng 5/2022                                                                      |
| 2022 | 势界POWERCIRCLES                    | AK Lưu Chương                                | Bìa đơn        | Bìa tháng 5/2022                                                                      |
| 2022 | 红秀GRAZIA                          | Lưu Vũ x Carslan                             | Bìa đơn        | Bìa tháng 6/2022                                                                      |
| 2022 | TRENDSSports                        | Santa                                        | Bìa đơn        | Bìa tháng 6/2022                                                                      |
| 2022 | OK!精彩                             | Santa                                        | Bìa đơn        | Bìa tháng 6/2022                                                                      |
| 2022 | 精品购物指南 LIFE STYLE             | Rikimaru                                     | Bìa đơn        | Bìa tháng 6/2022                                                                      |
| 2022 | 红秀GRAZIA                          | Mika                                         | Bìa đơn        | Bìa tháng 6/2022                                                                      |
| 2022 | Metal China                         | Mika                                         | Bìa đơn        | Bìa tháng 6/2022                                                                      |
| 2022 | Madame Figaro HOMMES                | Lưu Vũ                                       | Bìa đơn        | Bìa tháng 7/2022                                                                      |
| 2022 | Madame Figaro MODE                  | Rikimaru                                     | Bìa đơn        | Bìa tháng 7/2022                                                                      |
| 2022 | NYLON尼龙                           | Mika                                         | Bìa đơn        | Bìa tháng 7/2022                                                                      |
| 2022 | 艺乐ELE                             | AK Lưu Chương                                | Bìa đơn        | Bìa tháng 7/2022                                                                      |
| 2022 | Wonderland                          | Mika, Bá Viễn, Patrick Doãn Hạo Vũ x Balmain | Bìa nhóm       | Bìa tháng 8/2022                                                                      |
| 2022 | Harper's Bazaar Men                 | Lưu Vũ x L'Occitane, Daniel Wellington       | Bìa đơn        | Bìa tháng 8/2022                                                                      |
| 2022 | CHIC                                | Santa                                        | Bìa đơn        | Bìa tháng 8/2022                                                                      |
| 2022 | Pause Young                         | Nine Cao Khanh Trần                          | Bìa đơn        | Bìa tháng 8/2022                                                                      |
| 2022 | VWmagazine                          | Nine Cao Khanh Trần x 无境深蓝BetterBlue     | Bìa đơn        | Bìa tháng 8/2022                                                                      |
| 2022 | LEMON                               | Bá Viễn                                      | Bìa đơn        | Bìa tháng 8/2022                                                                      |
| 2022 | 势界POWERCIRCLES                    | Trương Gia Nguyên                            | Bìa đơn        | Bìa tháng 8/2022                                                                      |
| 2022 | 伊周 BELLA                          | Patrick Doãn Hạo Vũ                          | Bìa đơn        | Bìa tháng 8/2022                                                                      |
| 2022 | Rollacoaster                        | Châu Kha Vũ                                  | Bìa đơn        | Bìa tháng 8/2022                                                                      |
| 2022 | TREND'S HEALTH                      | Lưu Vũ                                       | Bìa đơn        | Bìa tháng 9/2022                                                                      |
| 2022 | Modern Weekly                       | Mika                                         | Bìa đơn        | Bìa tháng 9/2022                                                                      |
| 2022 | TRAVELLING SCOPE 旅游天地           | Châu Kha Vũ                                  | Bìa đơn        | Bìa tháng 9/2022                                                                      |
| 2022 | KNIGHT高级                          | AK Lưu Chương                                | Bìa đơn        | Bìa tháng 9/2022                                                                      |
| 2022 | 岛ISLAND                            | Santa                                        | Bìa đơn        | Bìa tháng 10/2022                                                                     |
| 2022 | OK!精彩                             | Patrick Doãn Hạo Vũ                          | Bìa đơn        | Bìa tháng 10/2022                                                                     |
| 2022 | CHIC                                | Châu Kha Vũ                                  | Bìa đơn        | Bìa tháng 10/2022                                                                     |
| 2022 | SPOTLiGHT                           | Châu Kha Vũ                                  | Bìa đơn        | Bìa tháng 10/2022                                                                     |
| 2022 | STARBOX                             | AK Lưu Chương                                | Bìa đơn        | Bìa tháng 10/2022                                                                     |
| 2022 | WAVES漫潮                           | Lâm Mặc                                      | Bìa đơn        | Bìa Fall 2022                                                                         |
| 2022 | So Figaro SEASON                    | Cả nhóm                                      | Bìa nhóm       | Bìa Fall 2022                                                                         |
| 2022 | NYLON尼龙                           | Santa                                        | Bìa đơn        | Bìa tháng 11/2022                                                                     |
| 2022 | Purple Pearl                        | Rikimaru                                     | Bìa đơn        | Bìa tháng 11/2022                                                                     |
| 2022 | SPOTLiGHT                           | Nine Cao Khanh Trần                          | Bìa đơn        | Bìa tháng 11/2022                                                                     |
| 2022 | Rollacoaster                        | Trương Gia Nguyên                            | Bìa đơn        | Bìa tháng 11/2022                                                                     |
| 2022 | Champion                            | Santa                                        | Bìa đơn        | Bìa tháng 12/2022                                                                     |
| 2022 | 瑞丽服饰美容 Rayli Fashion & Beauty | Rikimaru                                     | Bìa đơn        | Bìa tháng 12/2022                                                                     |
| 2022 | 伊周 BELLA                          | Rikimaru                                     | Bìa đơn        | Bìa tháng 12/2022                                                                     |
| 2022 | ELLEMEN Tân Thanh Niên              | Mika                                         | Bìa đơn        | Bìa tháng 12/2022                                                                     |
| 2022 | SPOTLiGHT                           | Lâm Mặc                                      | Bìa đơn        | Bìa tháng 12/2022                                                                     |
| 2022 | YOURS此刻                           | Trương Gia Nguyên                            | Bìa đơn        | Bìa tháng 12/2022                                                                     |
| 2022 | World Traveller Magazine            | Châu Kha Vũ                                  | Bìa đơn        | Bìa tháng 12/2022                                                                     |
| 2022 | MODE                                | AK Lưu Chương                                | Bìa đơn        | Bìa tháng 12/2022                                                                     |
| 2022 | COSMOPOLITAN                        | Lưu Vũ                                       | Bìa đơn        | Số bìa đặc biệt 2022                                                                  |
| 2023 | BOBOSNAP                            | Lưu Vũ                                       | Bìa đơn        | Số bìa đặc biệt năm mới 2023                                                          |
| 2023 | OK!精彩                             | Lưu Vũ                                       | Bìa đơn        | Bìa tháng 1/2023                                                                      |
| 2023 | SUPER世界青年                       | Santa                                        | Bìa đơn        | Bìa tháng 1/2023                                                                      |
| 2023 | ROUGE FASHIONBOOK                   | Mika x Balenciaga                            | Bìa đơn        | Bìa tháng 1/2023                                                                      |
| 2023 | Madame Figaro                       | Mika                                         | Bìa đơn        | Bìa tháng 1/2023                                                                      |
| 2023 | Opps!                               | Lâm Mặc                                      | Bìa đơn        | Bìa tháng 1/2023                                                                      |
| 2023 | MEN'S UNO Young                     | Trương Gia Nguyên                            | Bìa đơn        | Bìa tháng 1/2023                                                                      |
| 2023 | 男人风尚LEON                        | Lưu Vũ                                       | Bìa đơn        | Bìa tháng 2/2023                                                                      |
| 2023 | CHIC                                | Rikimaru                                     | Bìa đơn        | Bìa tháng 2/2023                                                                      |
| 2023 | MEN'S UNO                           | Mika                                         | Bìa đơn        | Bìa tháng 2/2023                                                                      |
| 2023 | CHiCBANANA                          | Lâm Mặc                                      | Bìa đơn        | Bìa tháng 2/2023                                                                      |
| 2023 | 伊周 BELLA                          | Bá Viễn                                      | Bìa đơn        | Bìa tháng 2/2023                                                                      |
| 2023 | Opps!                               | Trương Gia Nguyên                            | Bìa đơn        | Bìa tháng 2/2023                                                                      |
| 2023 | 瑞丽服饰美容 Rayli Fashion & Beauty | Lưu Vũ                                       | Bìa đơn        | Bìa tháng 3/2023                                                                      |
| 2023 | iMUTE                               | Santa                                        | Bìa đơn        | Bìa tháng 3/2023                                                                      |
| 2023 | 红秀GRAZIA                          | Mika                                         | Bìa đơn        | Bìa tháng 3/2023                                                                      |
| 2023 | 男人风尚LEON                        | Mika                                         | Bìa đơn        | Bìa tháng 3/2023                                                                      |
| 2023 | STARBOX                             | Nine Cao Khanh Trần                          | Bìa đơn        | Bìa tháng 3/2023                                                                      |
| 2023 | PRAEW                               | Patrick Doãn Hạo Vũ                          | Bìa đơn        | Bìa tháng 3/2023                                                                      |
| 2023 | Billboard                           | Cả nhóm                                      | Bìa nhóm       | Bìa tháng 3/2023                                                                      |
| 2023 | iMUTE                               | Santa                                        | Bìa đơn        | Bìa Spring 2023                                                                       |
| 2023 | 领客LINK                            | Bá Viễn                                      | Bìa đơn        | Bìa Summer 2023                                                                       |
| 2023 | L'OFFICIEL                          | Lưu Vũ                                       | Bìa đơn        | Bìa tháng 4/2023                                                                      |
| 2023 | F风尚志                             | Mika                                         | Bìa đơn        | Bìa tháng 4/2023                                                                      |
| 2023 | 瑞丽伊人风尚 HER STYLE              | Nine Cao Khanh Trần                          | Bìa đơn        | Bìa tháng 4/2023                                                                      |
| 2023 | 瑞丽伊人风尚 HER STYLE              | Patrick Doãn Hạo Vũ                          | Bìa đơn        | Bìa tháng 4/2023                                                                      |
| 2023 | World Traveller Magazine            | Patrick Doãn Hạo Vũ                          | Bìa đơn        | Bìa tháng 4/2023                                                                      |
| 2023 | 瑞丽服饰美容 Rayli Fashion & Beauty | Cả nhóm                                      | Bìa nhóm       | Bìa tháng 5/2023                                                                      |

#### Trang trong
| Năm  | Tạp chí             | Thành viên          | Chú thích                    |
| 2021 | Harper's Bazaar Men | Patrick Doãn Hạo Vũ | Trang trong số tháng 12/2021 |
| 2022 | 红秀GRAZIA          | Châu Kha Vũ         | Trang trong số tháng 2/2022  |
| 2022 | VOGUEplus           | Mika                | Trang trong số tháng 4/2022  |
| 2022 | 智族GQ              | Lưu Vũ              | Trang trong số tháng 5/2022  |
| 2022 | 智族GQ              | Santa               | Trang trong số tháng 5/2022  |
| 2022 | InStyle             | Santa               | Trang trong số tháng 7/2022  |
| 2022 | ESQUIRE fine        | Trương Gia Nguyên   | Trang trong số tháng 7/2022  |

#### Tạp chí điện tử
| Năm  | Tạp chí      | Thành viên          | Chú thích                                                         |
| 2022 | COSMOPOLITAN | Patrick Doãn Hạo Vũ | Tạp chí điện tử Valentine cùng Điền Hồng Kiệt (Khí Vận Liên Minh) |
| 2022 | COSMOPOLITAN | Châu Kha Vũ         | Tạp chí điện tử Valentine cùng Điền Hồng Kiệt (Khí Vận Liên Minh) |

## Giải thưởng
| Năm  | Giải thưởng                                                      | Hạng mục                              | Kết quả   | Tác phẩm | Ref.                    |
| 2021 | Đông Phương Phong Vân Bảng lần thứ 28 / Chinese Top Music Awards | Nhóm nhạc năng lượng mới              | Đoạt giải |          | [ 145 ] [ 146 ] [ 147 ] |
| 2021 | Đông Phương Phong Vân Bảng lần thứ 28 / Chinese Top Music Awards | Nhóm nhạc mới tiềm năng               | Đoạt giải |          | [ 145 ] [ 146 ] [ 147 ] |
| 2021 | Tencent TMEA Music Entertainment Awards 2021                     | Nhóm nhạc thế lực mới của năm         | Đoạt giải |          | [ 148 ] [ 149 ]         |
| 2021 | Sina Fashion Styles Awards 2021                                  | Nhóm nhạc xuất sắc nhất của năm       | Đoạt giải |          | [ 150 ]                 |
| 2021 | Sohu Fashion Festival 2021                                       | Nhóm nhạc được yêu thích nhất của năm | Đoạt giải |          | [ 151 ]                 |
| 2021 | IFENG Fashion Choice 2021                                        | Nhóm nhạc xuất sắc nhất của năm       | Đoạt giải |          | [ 152 ]                 |
| 2022 | Tencent Entertainment White Paper Awards 2021                    | Nhóm thế lực mới của năm              | Đoạt giải |          |                         |
| 2022 | In Style icon Award 2022                                         | Nhóm nhạc nổi tiếng của năm           | Đoạt giải |          |                         |